# رودخانه دلی چای
رودخانه دلی چای به معنی رودخانه خروشان در زبان ترکی رودخانه‌ای در منطقه شهر قزوین است. این رودخانه از کوه‌های سپیددران بین دو روستای حسین آباد و نظام آباد سرچشمه می‌گیرد و پس از عبور از نزدیکی روستای آقابابا به قنات خیابان می‌ریزد. آب این رودخانه در بهار زیاد ولی در تابستان کم می‌شود. این رودخانه باغ‌های غرب و جنوب غرب قزوین را مشروب می‌سازد .